# Inge Coeck
Inge Coeck (Kortrijk, 21 december 1965) is een Belgisch voormalig kajakster.

## Levensloop
In 1984 behaalde ze de titel op de K1 en K2 (500m). Haar beste prestatie zette ze neer in 1990 op het WK te Poznań, alwaar ze vijfde werd in de K1 500 meter. Tevens nam Coeck deel aan de K1 500 meter op de Olympische Zomerspelen van 1988 te Seoel, alwaar zij er in slaagde de halve finale te bereiken.
Ze is gehuwd met Geert Deldaele en de moeder van triatlete Charlotte Deldaele. Een sport waarop ze zich zelf ook richtte.

## Palmares

### K1 - 500 m
- 1985: 5e ½ fin. WK in Hazewinkel - 2.06,24
- 1988: 4e ½ fin. OS in Seoel - 2.02,74
- 1990: 5e ½ fin. WK in Poznan